# Coca-Cola Beverages Northeast
La Coca-Cola Beverages Northeast, anciennement connue comme la Coca-Cola Bottling Company of Northern New England, est un embouteilleur de Coca-Cola, Dr Pepper, Canada Dry et de boissons non alcoolisées dans la région de Nouvelle-Angleterre , ainsi que la quasi-totalité du nord de l'État de New York. Créée en 1977 puis achetée en 1988 par la société japonaise Kirin Brewery Company, Ltd.,
C'est l'un des principaux embouteilleurs indépendants de la Coca-Cola Company. Elle exploite 16 centres de distribution dans les six États de la Nouvelle-Angleterre, ainsi que dans le nord de l'État de New York. CCNNE également des bouteilles pour Cadbury-Schweppes, Rocstar Campbells et Cornucopia.

## Historique
Le premier accord de mise en bouteille entre la Coca-Cola Company et un embouteilleur indépendant remonte à 1899 entre l'entreprise et deux jeunes avocats de Chattanooga. Après avoir été rejoints par un John T. Lupton, ils ont partagé leurs droits d'embouteillage entre les territoires des États-Unis. En conséquence, l'efficacité et la qualité des bouteilles se sont améliorées. En 1909, Coca-Cola comptait cependant près de 400 franchises d'embouteillage; la plupart étaient des usines familiales.

Logo de la Coca-Cola Bottling Company of Northern New England.

La Coca-Cola Bottling Company of Northern New England (CCNNE) a été fondée en Laconie, New Hampshire en 1977.
La même année,  la société japonaise Kirin Brewery Company, Ltd. fonde avec un entrepreneur local Roger Willimas, la KW Inc et achète l'embouteilleur Lakes Region Coca-Cola.
En 1978, KW Inc. achète Lowell Coca-Cola, qui compte une usine à  Fitchburg, Massachusetts.
En 1978, KW Inc. achète Middletown, CT Coca-Cola
En 1982, KW, Inc. achète le Salem Group qui possède des territoires dans le New Hampshire et au Massachusetts dont  trois usines à Salem, Plaistow et Manchester) tandis que Williams revend ses parts à Kirin.
En 1984, CCNNE et CCE-Needham forme une coentreprise pour distribuer les produits Canada Dry et Dr. Pepper en Nouvelle-Angleterre.
En 1988, la Kirin achète la Coca-Cola Bottling Company of Northern New England mais en prend le nom, faisant disparaître la KW Inc,.
En 1994, la CCNNE achète l'entreprise d'embouteillage de Marvin Herb, qui compte deux usines à Massena et Plattsburgh dans l'État de New York et baptise cette filiale Empire State Coca-Cola.
En 2007, CCNNE achète la marque Moxie au groupe Monarch Beverage Company et forme la Moxie Beverage Company.
Le 2 octobre 2017, la CCNNE achète la Coca-Cola Bottling Company of Cape Cod.
Le 28 octobre 2018, CCNNE ferme l'usine de production de Needham au profit d'un centre de distribution.
En octobre 2019, CCNNE est renommée Coca-Cola Beverages Northeast.